# Mohd Rizal Tisin
Mohd Rizal Tisin, né le 20 juin 1984 à Kelang, est un coureur cycliste malaisien, spécialiste de la piste et du kilomètre départ arrêté.

## Palmarès

### Jeux olympiques
- Pékin 2008
  - 7e de la vitesse par équipes

### Championnats du monde
- Pruszkow 2009
  - 6e de la vitesse par équipes
  -  Médaillé de bronze du kilomètre
- Apeldoorn 2011
  - 11e du kilomètre
  - 15e de la vitesse par équipes
  - 31e du keirin

### Coupe du monde
- 2008-2009
  - 1er du kilomètre à Pékin

### Jeux du Commonwealth
- New Delhi 2010
  -  Médaillé d'argent du kilomètre
  -  Médaillé de bronze de la vitesse par équipes

### Championnats d'Asie
- Ludhiana 2005
  -  Médaillé de bronze de la vitesse par équipes
- Kuala Lumpur 2006
  -  Champion d'Asie du keirin
  -  Médaillé de bronze de la vitesse par équipes
- Bangkok 2007
  -  Médaillé de bronze du kilomètre
- Nara 2008
  -  Champion d'Asie du kilomètre
  -  Médaillé d'argent de la vitesse par équipes
- Tenggarong 2009
  -  Champion d'Asie de vitesse par équipes (avec Azizulhasni Awang et Mohd Edrus Yunus)
  -  Médaillé d'argent du kilomètre
- Nakhon Ratchasima 2011
  -  Champion d'Asie du kilomètre
  -  Médaillé de bronze de la vitesse par équipes